# 中国金融出版社
中国金融出版社是中华人民共和国的一家出版社，成立于1956年，社址位于北京市，由中国人民银行主办。1966年，中国金融出版社暂停出版业务，1981年7月重新恢复出版业务。